# 오명 (1946년 영화)
《오명》(Notorious)은 1946년에 제작된 앨프리드 히치콕 감독, 캐리 그랜트와 잉그리드 버그먼 주연의 첩보 영화이다. RKO 라디오 픽처스에서 배급하였으며 촬영은 제2차 세계대전이 끝나던 1945년에서 1946년에 제작되었다.

## 줄거리

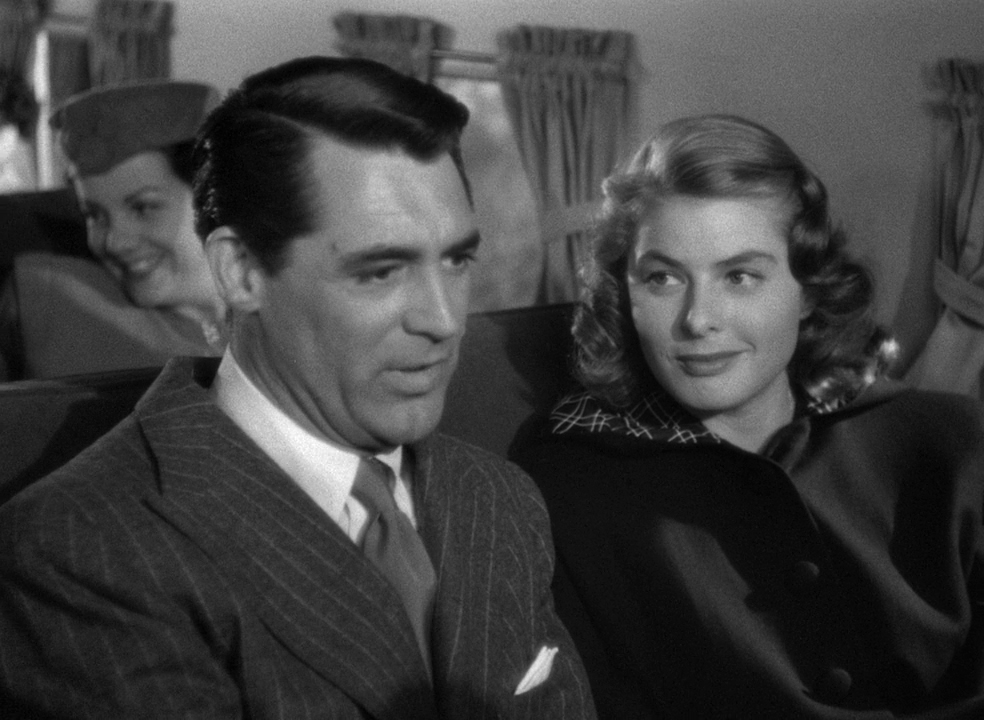
캐리 그랜트와 잉그리드 버그먼

제2차 세계대전이 끝나갈 무렵, 나치 독일의 스파이의 딸인 엘리시아 휴버먼(잉그리드 버그먼)이 아버지의 일을 잊기 위해 파티에 온 데블린(캐리 그랜트)는 그녀에게 자신이 미국의 첩보원이며 브라질이 리우로 가게 한다. 리우로 가는 비행기에서 데블린은 엘리시아의 아버지가 자살하였다는 이야기를 한다. 본부에서의 지시가 내려지기 전에 데블린과 엘리시아는 사랑에 빠지지만 본부는 다음 목표는 알렉스 세바스찬(클로드 레인즈)이며 그녀가 이 일에 작업하기로 결정한다.
엘리시아는 무사히 세바스찬에게 접근하지만 세바스찬은 그녀를 사랑하기 시작한다. 세바스찬 주위의 사람들을 하나씩 탐색하던 엘리시아는 경마장에서 데블린을 만나는데 엘리시아가 데블린을 더 좋아하는 것 같다 여긴 세바스찬은 그녀와 결혼을 하자고 한다. 본부에서는 그것이 낫다고 여겨 세바스찬과 엘리시아의 결혼은 성사된다. 몇 주가 흘러 파티를 하게 된 세바스찬과 엘리시아의 집에 데블린이 초대받는다. 엘리시아의 정보로 데블린은 조용히 집의 와인 창고에 들어가 와인을 조사하다가 그 와인에 이상한 가루가 들어있다는 것을 알게 된다. 뒷 일을 처리한 데블린과 엘리시아는 세바스찬이 접근해오자 관심을 다른 곳으로 돌리려고 키스를 하게 된다.
그러나 세바스찬은 둘의 관계를 의심해보다가 그녀가 미국의 첩보원임을 알게 된다. 이사이 가루는 우라늄으로 밝혀진다. 세바스찬의 어머니(레오폴딘 콘스탄틴)은 그녀에게 약이 든 커피를 마시게 해 그녀를 방에 가두고 나치 관계자들에게 말하지 않는다. 데블린은 5일 동안 약속 장소에 오지 않은 엘리시아를 의심해 세바스찬의 집에 온다. 세바스찬은 그 때 나치 관계자들과 회의를 나누고 있었는데 회의하는 관계자들은 하나같이 자신의 정보가 유출된 것 같다고 이야기한다. 그 때 집안에 데블린이 엘리시아의 방에 온다. 데블린은 엘리시아에게 다시는 떠나지 않겠다고 말하면서 나치 관계자들과 세바스찬이 보는 가운데 병원으로 데려간다. 세바스찬과 어머니는 의심을 받게 된다. 세바스찬은 지난번 잘못된 일로 나치에게 죽임을 당한 과학자를 생각하면서 두려움에 떤다.

## 출연
- 케리 그랜트 - 데블린
- 잉그리드 버그먼 - 엘리시아 휴버먼
- 클로드 레인즈 - 알렉산더 세바스찬
- 루이스 캘헌 - 폴 프레스콧
- 라인홀트 슌첼 - 앤더슨 박사
- 레오폴딘 콘스탄틴 - 안나 세바스찬 부인
- 모로니 올센 - 월터 벌스리
- 이반 트리솔트 - 에릭 마티스
- 알렉스 미노티스 - 조지프
- 리카도 코스타 - 줄리오 발보사

## 한국판 성우진(KBS) (1988년 12월 4일)
- 유강진 - 데블린(케리 그랜트)
- 안경진 - 엘리시아 휴버먼(잉그리드 버그먼)
- 이완호 - 알렉산더 세바스찬(클로드 레인즈)
- 임수아 - 알렉산더의 모친(레오폴딘 콘스탄틴)
- 정기항 - 프레스콧(루이스 캘헌)
- 설영범 - 마티스(이반 트리에솔트)
- 엄주환 - 비어즐리(모로니 올슨)
- 최옥희 - 손님(베스 플라워스)
- 이윤선 - 후프카(E.A. 크롬슈미트)
- 장광 - 엔더슨 박사(라인홀트 슈엔젤)
- 장정진 - 크레르(프리드리히 폰 레디버)
- 이규화 - 조셉(알렉스 미노티스) / 로스너(피터 폰 제르넥)

### KBS판 스태프
- 번역 - 정용운
- 녹음 - 박영래
- 음악 - 이남홍
- 효과 - 박인식
- 타이틀 - 이영범
- 연출 - 김현준